# Ulrich Seidenberger
Ulrich Seidenberger (* 20. März 1961 in Offenbach) ist ein deutscher Diplomat. Er war von September 2018 bis Mitte 2022 als Leiter der Ständigen Vertretung der Bundesrepublik Deutschland bei den Vereinten Nationen in Rom Botschafter bei der FAO, dem WFP und dem IFAD.

## Leben
Nach dem Abitur am Erasmus-Grasser-Gymnasium in München studierte Ulrich Seidenberger Rechtswissenschaft, legte 1987 das Erste und 1990 das Zweite Juristische Staatsexamen ab. Im Juli 1992 wurde er an der Juristischen Fakultät der Bayerischen Julius-Maximilians-Universität in Würzburg mit einer Dissertation über Die diplomatischen und konsularischen Immunitäten und Privilegien zum Dr. iuris utriusque (Doktor beider Rechte) promoviert.
Seidenberger ist verheiratet und hat zwei Kinder.

## Laufbahn
Im Mai 1992 trat Seidenberger in den Auswärtigen Dienst ein und absolvierte bis Mai 1993 die Attaché-Ausbildung im Auswärtigen Amt in Bonn. Nach einer Tätigkeit als Referent im Büro Staatssekretäre des Auswärtigen Amtes wurde er im Mai 1994 ständiger Vertreter des Leiters der Botschaft Kingston (Jamaika). Im September 1997 wechselte Seidenberger als Leiter des Rechts- und Konsularreferats an die Botschaft Bukarest (Rumänien). Von November 1999 bis Juni 2002 arbeitete er als Politischer Referent im OSZE- und Europaratsreferat im Auswärtigen Amt, wechselte dann, ebenfalls als Politischer Referent, an die Ständige Vertretung bei den Vereinten Nationen in New York (USA) und war von Juli 2005 bis Juni 2009 stellvertretender Koordinator für Personalpolitik in internationalen Organisationen im Auswärtiges Amt.
Die nächste Verwendung führte Seidenberger von Juli 2009 bis Juni 2012 als ständigen Vertreter des Leiters an die Botschaft Helsinki (Finnland). Von Juli 2012 bis Juli 2015 leitete Seidenberger das Referat „Internationales Zivil-, Handels- und Steuerrecht“ im Auswärtigen Amt und wechselte dann als Stellvertreter des Ständigen Vertreters im Botschafterrang an die Ständige Vertretung der Bundesrepublik Deutschland beim Büro der Vereinten Nationen und den anderen internationalen Organisationen in Genf (Schweiz). Dort blieb er bis August 2018. Während dieser Zeit wurde er im Juli 2016 zum Vorsitzenden des Verwaltungsrats der Internationalen Arbeitsorganisation (ILO) gewählt. Dieses Amt hatte er bis Juni 2017 inne.
Von September 2018 bis Mitte 2022 war Seidenberger im Rang eines Botschafters Ständiger Vertreter der Bundesrepublik Deutschland bei den Organisationen der Vereinten Nationen in Rom (Italien) mit Zuständigkeit für die Ernährungs- und Landwirtschaftsorganisation der Vereinten Nationen (FAO), das Welternährungsprogramm der Vereinten Nationen (WFP) und den Internationalen Fonds für landwirtschaftliche Entwicklung (IFAD). Im April 2020 wurde Seidenberger zum Präsidenten des Exekutivrates des Welternährungsprogramms der Vereinten Nationen (WFP) gewählt. Dieses Amt hatte er bis einschließlich Februar 2021 inne.